# سياسة كوريا الشمالية

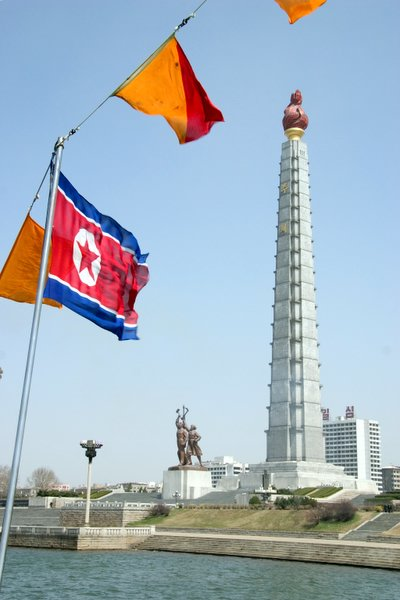

تجري السياسة في كوريا الشمالية (رسميًا جمهورية كوريا الشعبية الديمقراطية) ضمن إطار فلسفة الدولة الرسمية، زوتشيه، وهو مفهوم ابتكره وانغ يانغ-يو وعُزيَ لاحقًا إلى كيم إل سونغ. نظرية زوتشيه هي الاعتقاد بأنه عبر الاعتماد على الذات والدولة المستقلة القوية يمكن تحقيق الاشتراكية الحقيقية.
نظام كوريا الشمالية السياسي مبني على مبدأ المركزية. في حين أن دستور كوريا الشمالية يضمن مسبقًا حماية حقوق الإنسان، فإنه يوجد عمليًا قيود صارمة على حرية التعبير، إذ تُشرف الحكومة عن قرب على حياة مواطني كوريا الشمالية. يُعرّف الدستور كوريا الشمالية على أنها «ديكتاتورية الديمقراطية الشعبية» تحت قيادة حزب العمال الكوري (دبليو بّي كي)، الذي يمتلك سلطة قانونية على الأحزاب السياسية الأخرى.
حزب العمال الكوري هو الحزب الحاكم في كوريا الشمالية. ويستلم السلطة منذ إنشائه في عام 1948. يوجد أيضًا حزبان سياسيان ثانويان، لكنهما مقيدان قانونيًا عن قبول منصب الحكم من حزب العمال الكوري. يشكلون إلى جانب حزب العمال الكوري الجبهة الشعبية الديمقراطية لإعادة توحيد الوطن(DFRF). تحدث الانتخابات فقط على شكل سباقات المرشح الواحد إذ يجري اختيار المرشح مسبقًا من قبل حزب العمال الكوري.
بالإضافة إلى الأحزاب، يوجد أكثر من مئة منظمة جماهيرية يسيطر عليها حزب العمال الكوري. أولئك الذين ليسوا أعضاءً في حزب العمال الكوري يُطلب منهم الانضمام إلى واحدة من هذه المنظمات. أهم هذه المنظمات هي رابطة شباب كيما جونغ جي (Kimilsungist-Kimjongilist)، والاتحاد النسائي الاجتماعي في كوريا، والاتحاد العام لنقابات العمال في كوريا، واتحاد العمال الزراعيين في كوريا. هذه المنظمات الأربعة هي أيضًا أعضاء في الجبهة الشعبية الديمقراطية لإعادة توحيد الوطن.
حكم كيم إل سونغ البلاد منذ عام 1948 حتى موته في يوليو عام 1994، حاملًا مناصب السكرتير العام لحزب العمال الكوري منذ عام 1949 حتى عام 1994 (ملقبًا برئيس مجلس الإدارة منذ عام 1949 حتى عام 1972)، ورئيس وزراء كوريا الشمالية منذ عام 1948 حتى عام 1972 ورئيس الجمهورية منذ عام 1972 حتى عام 1994. خلفه ابنه كيم جونغ إل. وبينما كان كيم الأصغر الخلف المنتظر لوالده منذ ثمانينيات القرن العشرين، فقد استغرقه أمر تعزيز سلطته ثلاث سنوات. أخذ منصب والده السابق سكرتيرًا عامًا في عام 1997، وأصبح رئيسًا للجنة الدفاع الوطني(NDC)، ما جعله قائدًا للقوات المسلحة. ينص الدستور على جعل رئيس لجنة الدفاع الوطني «أعلى منصب في الدولة». في الوقت نفسه، أُلغيت كتابة المنصب الرئاسي من الدستور، وعُين كيم إل سونغ «الرئيس الأبدي للجمهورية» من أجل تخليد ذكراه إلى الأبد. يعتقد معظم المحللون أن هذا اللقب هو نتاج لتبجيل شخصيته الذي صقله خلال حياته.
يرى المراقبون الخارجيون عمومًا كوريا الشمالية على أنها ديكتاتورية شمولية ويشيرون بشكل خاص إلى التبجيل الشديد لشخصية كيم إل سونغ وعائلته. يتمتع حزب العمال الكوري الذي يقوده فرد من العائلة الحاكمة بالسلطة في الدولة ويقود الجبهة الديمقراطية لإعادة توحيد الوطن الذي يُطلب أن يكون جميع المسؤولين السياسيين أعضاءً فيه. استبدلت الحكومة مؤخرًا الإشارات إلى الماركسية-اللينينية في دستورها بمفاهيم مطورة محليًا للزوتشيه، أو الاعتماد على الذات. في السنوات الأخيرة، كان هناك تركيز كبير على فلسفة سونغون أو «القوات العسكرية أولًا». أُزيلت جميع الإشارات إلى الشيوعية من دستور كوريا الشمالية في عام 2009.
عُزّز وضع القوات العسكرية، ويبدو أنها تشغل مركز النظام السياسي في كوريا الشمالية، وتُجبر جميع القطاعات الاجتماعية على اتباع الروح العسكرية واعتماد الأساليب العسكرية. ركز نشاط كيم جونغ-إل العام بشكل كبير على «التوجيه الميداني» للأماكن والأحداث المتعلقة بالقوة العسكرية. أُكد على تعزيز الوضع العسكري أو النظام السياسي المتمحور حول القوة العسكرية في أول جلسة لاجتماع الجمعية الشعبية العليا العاشر(إس بّي إيه) من خلال ترقية أعضاء لجنة الدفاع الوطني في التسلسل الهرمي للسلطة الرسمية. صُنف جميع الأعضاء العشرة ضمن أفضل عشرين شخصية في 5 ديسمبر، واحتل جميعهم ما عدا واحد المركز الأول في يوم الذكرى الخمسين ليوم تأسيس الجمهورية في 9 سبتمبر.

## الأحزاب السياسية والانتخابات
وفقًا لدستور كوريا الشمالية، الدولة هي جمهورية ديمقراطية وتٌنتخب الجمعية الشعبية العليا(إس بّي إيه) والجمعيات الشعبية في المقاطعات(بّي بّي إيه) من خلال الاقتراع العمومي المباشر والاقتراع السري. الاقتراع مُتاح لجميع المواطنين بين عمر 17 عامًا فما فوق. في الواقع، الانتخابات في كوريا الشمالية هي للعرض فقط وتّتسم بأنها سباقات بمرشح واحد فقط. أولئك الذين يريدون التصويت ضد المرشح الوحيد في الاقتراع يجب أن يذهبوا إلى حجرة خاصة -بحضور مسؤول انتخابي-لشطب اسم المرشح قبل إسقاطه في صندوق الاقتراع- وهو إجراء حتى التفكير في فعله أمر محفوف بالمخاطر وفقًا لما ذكره كثير من الهاربين من كوريا الشمالية.
جميع المُرشحين المُنتخبين هم أعضاء في الجبهة الشعبية لإعادة توحيد الوطن(دي إف آر إف)، وهي جبهة شعبية يسيطر عليها حزب العمال الحاكم. الحزبان الثانويان في الائتلاف هما حزب كوندويست كونغو والحزب الديمقراطي الاجتماعي الكوري، إذ أن لديهم أيضًا عددًا قليلًا من المسؤولين المُنتخبين. يراقب حزب العمال الكوري بشكل مباشر اختيار الأعضاء للانتخابات من خلال أعضاء من الحزبين الآخرين. في الماضي، كانت تشارك في الانتخابات أحزاب ثانوية أخرى أيضًا، بما فيها الاتحاد البوذي الكوري، والحزب الديمقراطي المستقل، وحزب دونغورو الشعبي، والتحالف الشعبي في غونمين، والحزب الجمهوري الشعبي.